# Lovro Kos
Lovro Kos [⁠l⁠⁠o⁠u⁠ɾ⁠o] (* 23. Juli 1999 in Rudnik pri Moravčah, Gemeinde Moravče) ist ein slowenischer Skispringer.

## Werdegang
Lovro Kos startete international zum ersten Mal am 19. und 20. März 2016 in Baiersbronn im Alpencup, wo er den 56. und 51. Platz belegte. Seitdem startet er regelmäßig bei Alpencup-Wettbewerben, sein bestes Ergebnis war ein zweiter Platz in Kranj am 15. Februar 2019.
Am 16. und 17. September 2017 debütierte er in Kandersteg im FIS Cup sowie eine Woche später am 23. und 24. September 2017 im rumänischen Râșnov im Continental Cup, wo er den 35. und 46. Rang erreichte.
In der Saison 2019/20 erreichte Kos bei den Continental-Cup-Wettbewerben im US-amerikanischen Iron Mountain am 15. und 16. Februar 2020 mit einem sechsten und einem dritten Platz seine bis dahin besten Continental-Cup-Platzierungen sowie seinen ersten Podestplatz im Continental Cup.
2020/21 gab Kos sein Weltcup-Debüt bei den Springen in Willingen, blieb dort aber ohne Weltcup-Punkte, da er einmal bereits in der Qualifikation ausschied und einmal den 39. Platz belegte. Auch bei den Skiflug-Wettbewerben in Planica am Ende der Saison durfte Lovro Kos sein Können zeigen und konnte dabei als 27. und 21. erstmals in die Punkteränge springen. Er wurde 62. der Weltcup-Gesamtwertung, in der Skiflug-Wertung belegte er den 27. Platz. Darüber hinaus war der Slowene auch im Continental Cup aktiv und konnte dort mehrere Top-Ten-Platzierungen einfahren, darunter auch ein dritter Rang. Er wurde Zehnter der COC-Gesamtwertung.
Im Rahmen der Vierschanzentournee 2021/22 konnte Lovro Kos beim Neujahrsspringen 2022 in Garmisch-Partenkirchen als Dritter erstmals auf ein Podest im Weltcup springen. Auch bei den Wettbewerben in Oberstdorf und Bischofshofen konnte er mit den Rängen sechs, neun und 25 überzeugen, was den siebten Platz in der Gesamtwertung zur Folge hatte, wobei ein Sturz beim dritten Springen eine noch bessere Platzierung verhinderte. Bei den Olympischen Winterspielen 2022 in Peking gewann er zusammen mit Timi Zajc, Cene und Peter Prevc die Silbermedaille im Mannschaftswettbewerb der Männer. In den Einzelwettbewerben wurde er auf der Normalschanze 28. und von der Großschanze Elfter.

## Erfolge

### Weltcupsiege im Einzel
| Nr. | Datum            | Ort         | Schanze (Hillsize)            | Typ         |
| --- | ---------------- | ----------- | ----------------------------- | ----------- |
| 1.  | 10. Februar 2024 | Lake Placid | Große Olympiaschanze (HS128)  | Großschanze |
| 2.  | 1. März 2024     | Lahti       | Salpausselkä-Schanzen (HS130) | Großschanze |

### Weltcupsiege im Team
| Nr. | Datum           | Ort      | Typ                    |
| --- | --------------- | -------- | ---------------------- |
| 1.  | 15. Januar 2022 | Zakopane | Großschanze            |
| 2.  | 4. März 2022    | Oslo     | Großschanze Mixed      |
| 3.  | 13. Januar 2024 | Wisła    | Großschanze Super Team |
| 4.  | 23. März 2025   | Lahti    | Großschanze Super Team |

### Continental-Cup-Siege im Einzel
| Nr. | Datum              | Ort         | Typ         |
| --- | ------------------ | ----------- | ----------- |
| 1.  | 24. September 2023 | Klingenthal | Großschanze |

## Statistik

### Weltcup-Platzierungen
| Saison  | Platz | Punkte |
| ------- | ----- | ------ |
| 2020/21 | 62.   | 014    |
| 2021/22 | 18.   | 403    |
| 2022/23 | 22.   | 309    |
| 2023/24 | 09.   | 792    |
| 2024/25 | 30.   | 158    |

### Grand-Prix-Platzierungen
| Saison | Platz | Punkte |
| ------ | ----- | ------ |
| 2021   | 35.   | 057    |
| 2022   | 69.   | 008    |

### Continental-Cup-Platzierungen
| Saison  | Sommer | Sommer | Winter | Winter | Gesamt | Gesamt |
| Saison  | Platz  | Punkte | Platz  | Punkte | Platz  | Punkte |
| ------- | ------ | ------ | ------ | ------ | ------ | ------ |
| 2018/19 | —      | —      | 115.   | 001    | 146.   | 001    |
| 2019/20 | 114.   | 005    | 008.   | 422    | 021.   | 427    |
| 2020/21 | —      | —      | 010.   | 374    | 012.   | 374    |